# Córka Ewy
Córka Ewy (oryg. fr. Une fille d'Ève) – powieść Honoriusza Balzaka wydana po raz pierwszy jako powieść w odcinkach w czasopiśmie le Siècle na przełomie 1838 i 1839 roku. Należy do Scen z życia prywatnego cyklu Komedia ludzka.

## Okoliczności powstania utworu
Utwór został opatrzony przez pisarza dopiskiem: Jardies, grudzień 1838. Córkę Ewy Balzac opublikował najpierw w odcinkach w Le Siècle w okresie od 31 grudnia 1838 do 14 stycznia 1839, a następnie wraz z Massimillą Doni w 1839 roku, w dóch tomach, u H. Souveraina. W 1842 roku Córka Ewy ukazała się w drugim tomie Komedii ludzkiej w Scenach z życia prywatnego. Balzac zadedykował utwór hrabinie Bolognini z domu Vimercati.

## Treść
Hrabina Maria de Vandenesse, wydana za mąż bez jakichkolwiek uczuć wobec przyszłego męża, ze względów finansowych, pragnie ożywić nudę codziennego życia. Nawiązuje romans z poetą Natanem, który postanawia wykorzystać jej pozycję materialną do realizacji własnych planów wydawania dziennika w kooperacji ze słynnym awanturnikiem du Tilletem. Hrabina zgadza się podpisać szereg weksli, by pomóc kochankowi i tylko pomoc ze strony męża i siostry pozwala jej uniknąć procesu karnego.

## Osoby występujące w utworze
- Ferdynand du Tillet – Pojawia się po raz pierwszy w Historii wielkości i upadku Cezara Birotteau, gdzie jako subiekt Cezara Birotteau uwodzi mu żonę i kradnie trzy tysiące franków, a potem przyczynia się do jego bankructwa. Zręcznymi spekulacjami dorobił się majątku, otwozył bank i związał się z Kellerami i Nucingenem, stając się wpływowym finansistą. W okresie monarchii lipcowej został deputowanym. Przez lata był kochankiem pani Rougin, którą potem porzucił dla kurtyzany Karabiny. Pojawia się w wielu utworach Komedii ludzkiej m.in.: Melmoth pojednany,  Bank Nucingena, Małomieszczanie, Bezwiedni aktorzy, Piotrusia, Kawalerskie gospodarstwo. Dosłownie „kupuje” żonę, Marię Eugenię de Granville, która jest gotowa wyjść za pierwszego z brzegu.
- Raul Nathan – doznaje w Komedii ludzkiej niezwykłego powodzenia. Stale zajęty i zaaferowany, nazwany przez swego wspólnika du Tilleta „Szarnatanem”, gra mniej lub więcej wątpliwe role w świecie i w polityce. Wieloletni kochanek Floryny, ostatecznie poślubią ją w Bezwiednych aktorach.
- Hrabina Feliksowa de Vandenesse – urodzona jako Maria-Angelika de Granville. W chwili swego ślubu w 1828 roku ma 20 lat. Jej dzieciństwo zostało opisane w Podwójnej rodzinie. Jej nauczycielem muzyki był, znany z Kuzyna Ponsa, Niemiec Schmucke. Pojawia się także w Fałszywej kochance i Muzie z zaścianka.
- Wicehrabia Feliks Amadeusz de Vandenesse (później hrabia) – W 1814 roku ma 20 lat. Po powierzeniu mu głównej roli w Córce Ewy, Balzac opowiada o jego nieszczęśliwym dzieciństwie w Lilii w dolnie.
- Wilhelm Schmuke – nauczyciel muzyki, z pochodzenia Niemiec o gołębim sercu. Udzielał lekcji Lidii Peyrade (Blaski i nędze życia kurtyzany), Urszuli Mirouët (Urszula Mirouët). Około 1834 roku zaprzyjaźnił się z Ponsem i z nim zamieszkał. Był obecny przy jego śmierci i wkrótce sam umarł na apopleksję (Kuzyn Pons)[4][5].

## Cechy utworu
W Córce Ewy zostaje po raz pierwszy przedstawiony szereg postaci, które odgrywają kluczową rolę w innych częściach Komedii ludzkiej: Ferdynand du Tillet, Feliks de Vandenesse, Raul Natan, Melchior de Canalis. Równocześnie jest to kolejna w cyklu analiza psychologiczna kobiety wydanej za mąż wbrew swojej woli, niewykształconej, której rola społeczna jest sztucznie ograniczana do atrakcyjnego wyglądu, a która może realizować swoje tłumione pragnienia jedynie poza związkiem małżeńskim, niekiedy z naruszeniem prawa i obyczajów. Z kolei motyw wierzytelności finansowych związany jest z biografią samego autora. Balzak pisząc Córkę Ewy inspirował się własnym związkiem z hrabiną Guidoboni-Visconti, której wsparcie materialne miało umożliwić mu otwarcie gazety.